# Мышаровка
Мы́шаровка (укр. Мишарівка) — село на Украине, находится в Тепликском районе Винницкой области.
Код КОАТУУ — 0523783902. Население по переписи 2001 года составляет 487 человек. Почтовый индекс — 23835. Телефонный код — 4353.
Занимает площадь 0,284 км².

## Адрес местного совета
23834, Винницкая область, Теплицкий р-н, с. Малая Мочулка, ул. Советская, 35